# Creúsa (hija de Príamo)

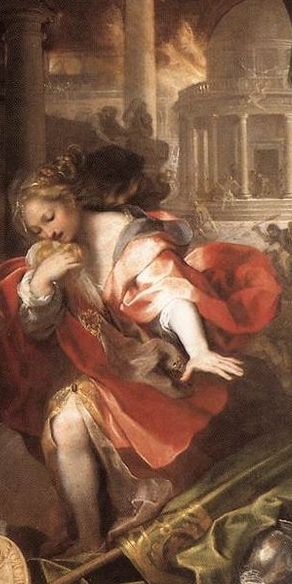
Creúsa llorando (Creusa in lacrime): detalle del cuadro de 1598 de Federico Barocci Eneas huye de Troya (La fuga di Enea da Troia); óleo en lienzo. Galleria Borghese. Roma.

En la mitología griega, Creúsa es una hija de Príamo y Hécuba. Fue la primera esposa de Eneas, con quien tuvo un hijo: Ascanio, luego también llamado Julo.
Lo que ocurrió con ella tras la caída de Troya es objeto de distintas versiones. En la más conocida, narrada en la Eneida de Virgilio, Creúsa es raptada por su suegra Afrodita mientras trata de huir de la ciudad en llamas, y aparece como una sombra ante Eneas, que había regresado a buscarla, para predecirle sus viajes y su búsqueda de una nueva patria.

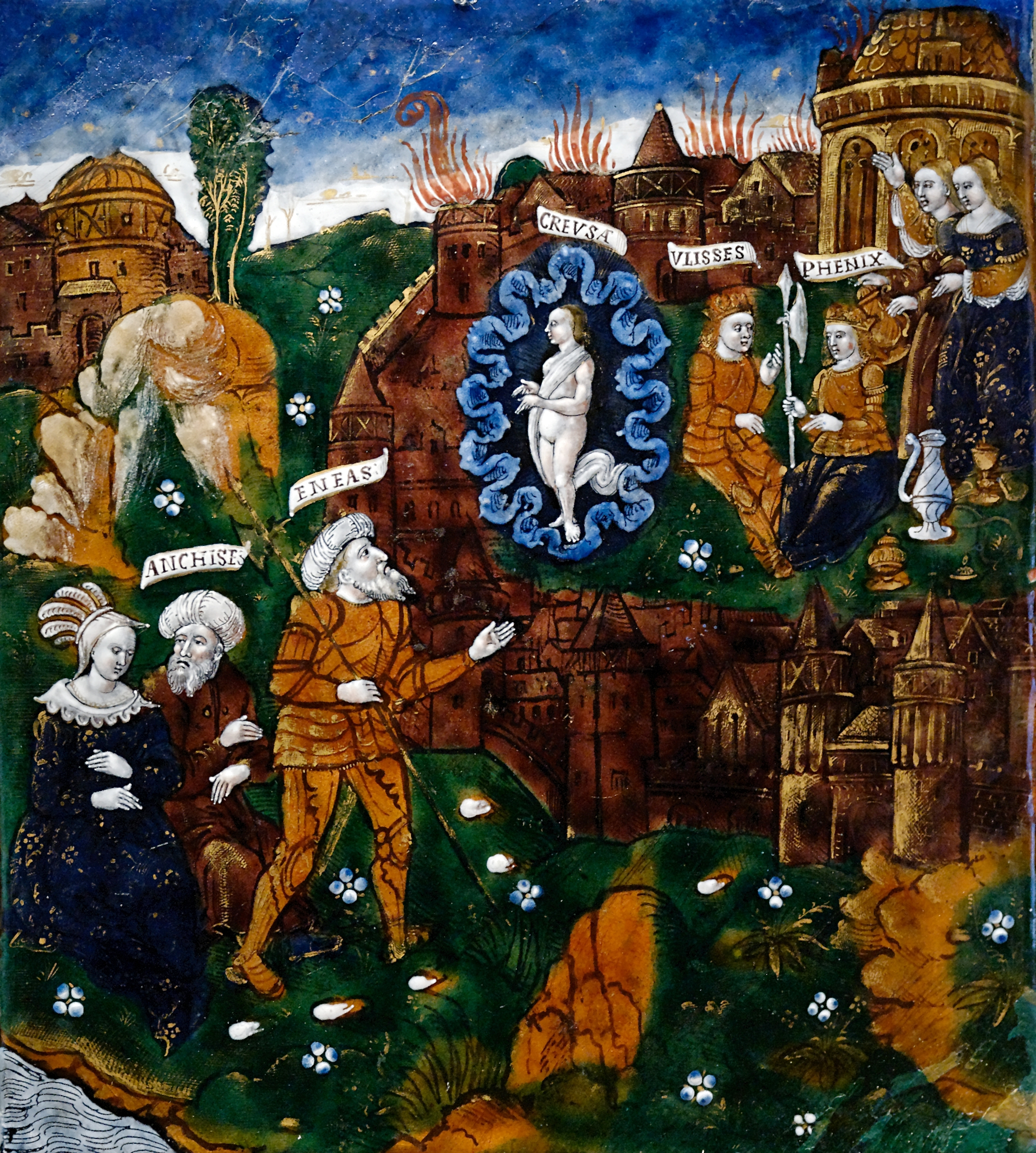
Esmalte de Limoges (ca. 1530): La sombra de Creúsa se aparece a Eneas. Museo del Louvre.

Según las pinturas históricas de Delfos, Creúsa era una de las cautivas troyanas que fueron conducidas a Grecia. En general, la tradición suele marcar que llegó a escapar de Troya, sin que su posterior destino haya quedado muy claro.